# Kanton Collinée
Kanton Collinée (fr. Canton de Collinée) je francouzský kanton v departementu Côtes-d'Armor v regionu Bretaň. Tvoří ho šest obcí.

## Obce kantonu
- Collinée
- Langourla
- Le Gouray
- Saint-Gouéno
- Saint-Jacut-du-Mené
- Saint-Gilles-du-Mené